# Akara błękitna
Akara błękitna, akara zielona , akara modra (Andinoacara pulcher) – gatunek słodkowodnej ryby z rodziny pielęgnicowatych (Cichlidae). Bywa hodowany w akwariach.

## Nazewnictwo
Gatunek ten bardziej znany był pod wcześniejszą nazwą Aequidens pulcher.
Nazwa „akara błękitna” jest nazwą kontrowersyjną. Wcześniej nazwa ta była użyta do gatunku Aequidens latifrons (Steindachner, 1878), który dziś występuje pod nazwą Andinoacara latifrons.

## Występowanie
Występuje wśród kryjówek z kamienia, korzeni w wodach stojących Kolumbii (rzeka Magdalena), Trynidadu i Wenezueli. Wykorzystywane były do kontrolowania populacji komarów.

## Charakterystyka
Ciało niebiesko-zielone, o połyskującej łusce. Stosunkowo spokojna, jedynie w okresie tarła bywa agresywna. Najlepiej jest hodować w akwarium jednogatunkowym, gdzie jest rybą terytorialną.
Dorasta przeciętnie 10 cm, maksymalnie 16 cm długości.

## Dymorfizm płciowy
Samice są bardziej matowe i mniejsze, samce barwniejsze, mają dłuższe końcówki płetwy grzbietowej i odbytowej.
| Zalecane warunki w akwarium | Zalecane warunki w akwarium                                             |
| --------------------------- | ----------------------------------------------------------------------- |
| Zbiornik                    | duży, minimum 100 cm,                                                   |
| Temperatura wody            | 22 – 28 °C                                                              |
| Twardość wody               | miękka do średnio twardej 2 – 18°n                                      |
| Skala pH                    | ok. 6,5 – 7,5                                                           |
| Pokarm                      | żywy, mrożony i suchy                                                   |
| Uwagi                       | cykliczna częściowa podmiana wody, podłoże piaszczyste o ciemnej barwie |

Rośliny  o mocnych liściach należy posadzić w doniczkach. Lubią przebywać wśród roślin z rodzaju Acorus (np. tatarak trawiasty), Echinodorus (żabienica Blehera), Egeria (moczarka argentyńska), Ceratopteris (różdżyca rutewkowata).

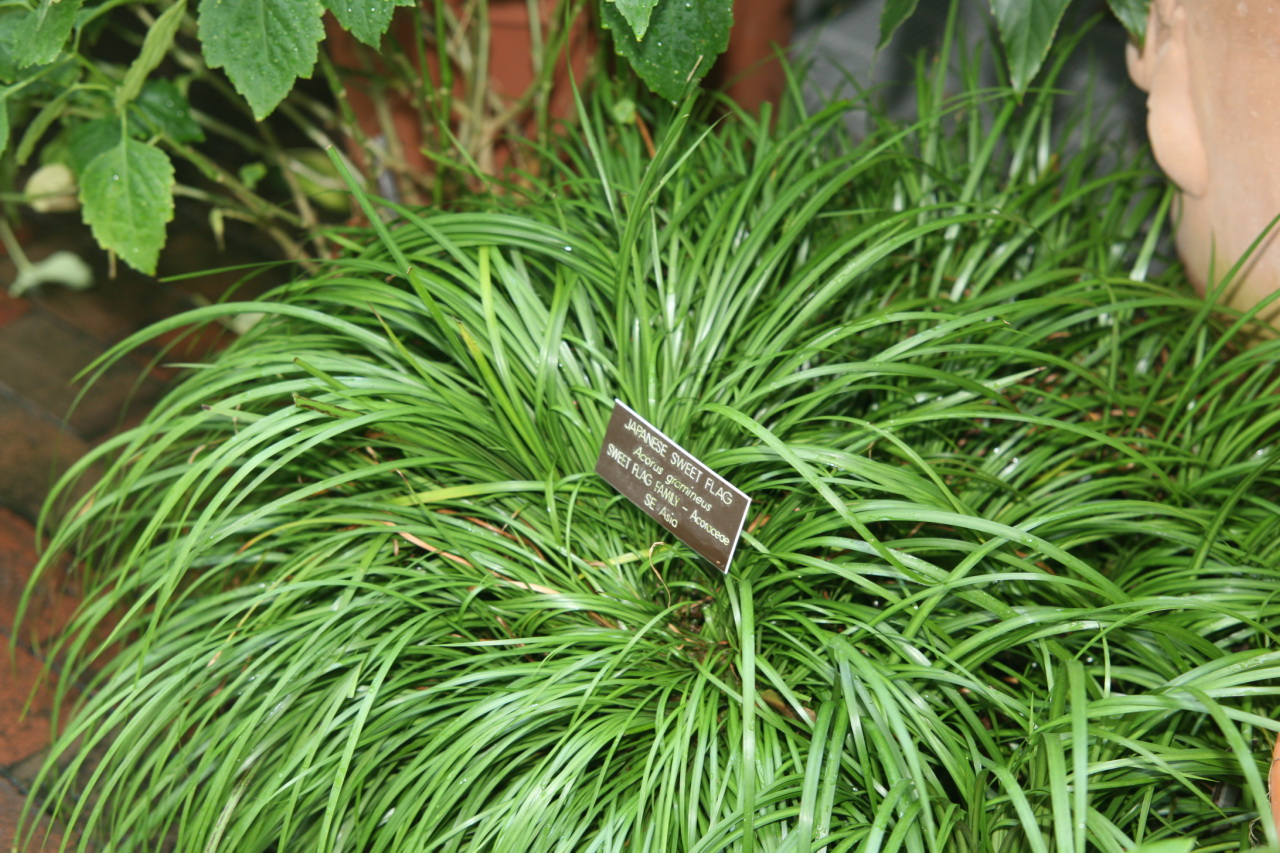
tatarak trawiasty
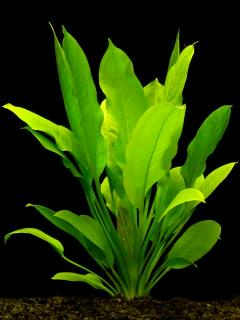
żabienica Blehera
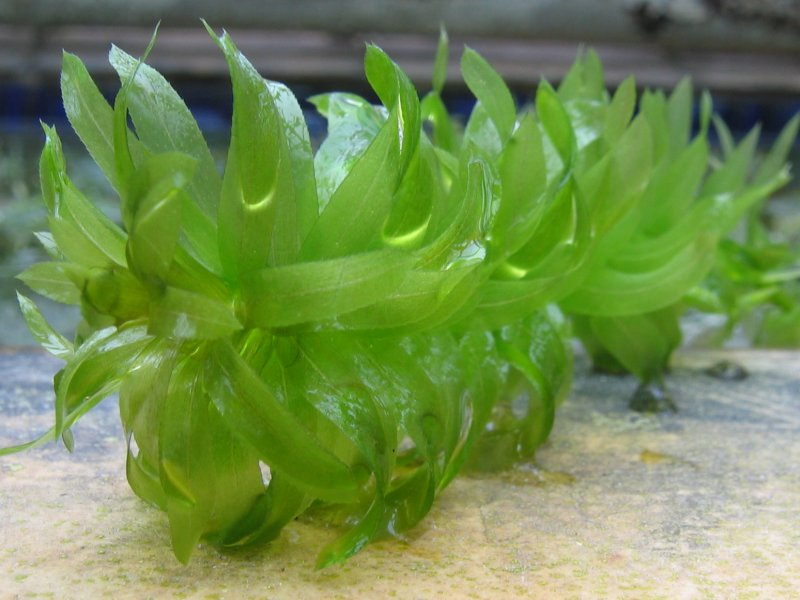
moczarka argentyńska
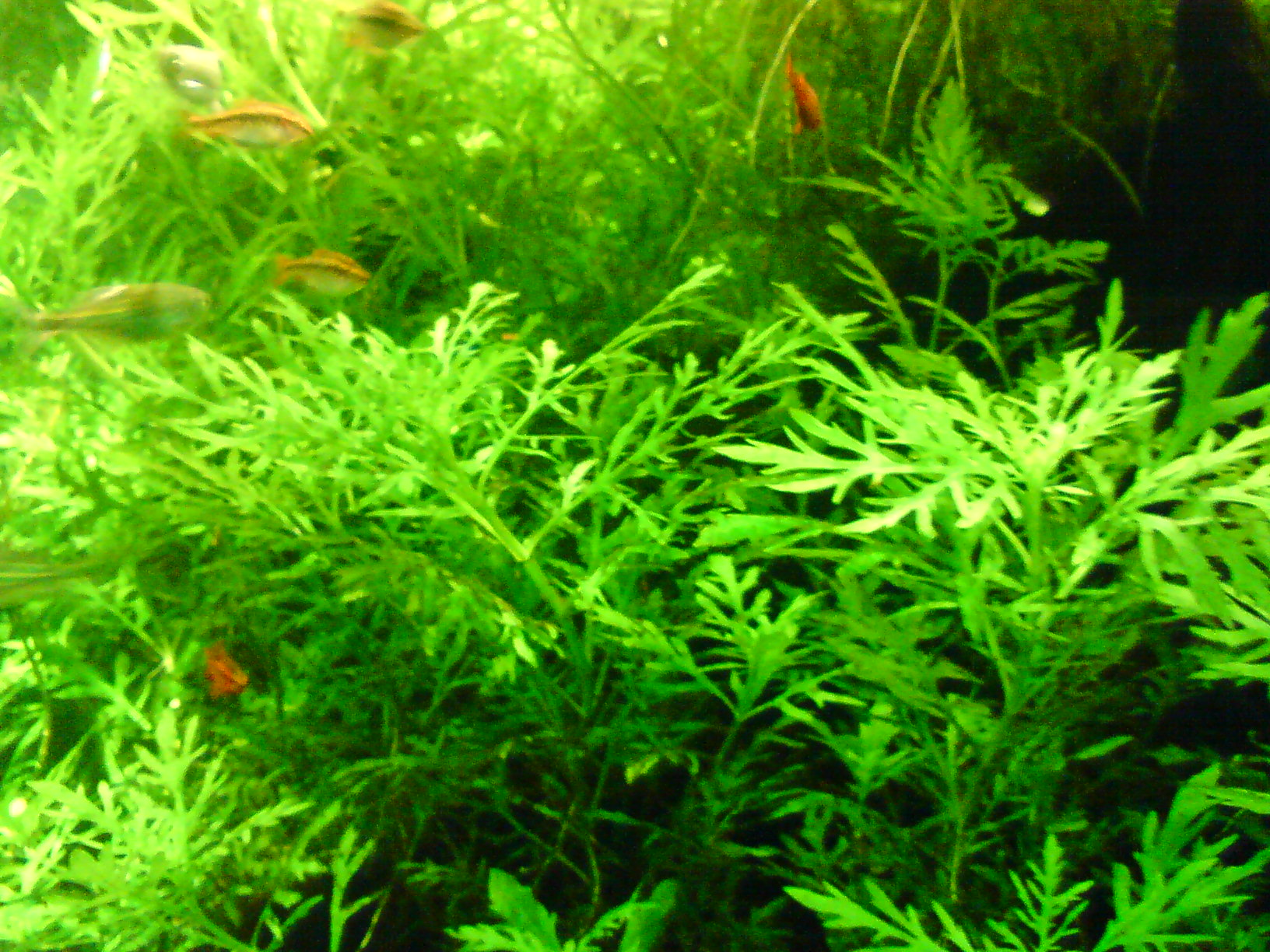
różdżyca rutewkowata

## Rozmnażanie
Dojrzałość płciową osiągają po osiągnięciu 7–8 cm długości. Pary dobierają się same. Częstotliwość przystępowania do tarła jest mała. Potrzebują piaszczystego dna i płaskich lub okrągłych kamieni, na których samica składa kilkaset ziaren ikry. Opieka nad jajeczkami jak i nad potomstwem przypada na obydwoje rodziców. Larwy wykluwają się po trzech dniach i są przenoszone do wcześniej wykopanych w piasku dołków. Po kolejnych czterech dniach młode ryby zaczynają pływać samodzielnie. W pierwszych dniach karmiony jest słonaczkiem (artemią), i drobnym planktonem. Przed kolejnym tarłem narybek należy oddzielić od rodziców. 
Zdarza się, że samice wcześniej „odtrącone” przez samca same prowadzą sztuczne tarło składając niezapłodnioną ikrę.
Dużą rolę na płeć przyszłego narybku ma jakość wody, szczególnie pod względem pH. Badania takie zostały przeprowadzone w Clark University w USA przez Dawida Rubina. Wykazały one, że im niższa skala pH tym większe prawdopodobieństwo wyklucia się samców. 

## Choroby
Gatunek ten jest podatny na choroby zakaźne. W przypadku ospy rybiej wykazuje dużą odporność.